# 瓊斯縣 (德克薩斯州)
瓊斯縣（英語：Jones County）是美國德克薩斯州西部的一個縣。面積2,427平方公里。根據美國2000年人口普查，共有人口20,785人。縣治安森（Anson）。
成立於1858年2月1日，縣政府於1881年6月13日成立。縣名紀念德克薩斯共和國總統安森·瓊斯。